# Stawy (Małgów)
Stawy – część wsi Małgów w Polsce położona w województwie wielkopolskim, w powiecie gostyńskim, w gminie Pogorzela.
W latach 1975–1998 Stawy administracyjnie należały do województwa leszczyńskiego.